# Tonga i olympiska sommarspelen 1988
Tonga deltog i de olympiska sommarspelen 1988 med en trupp bestående av fem deltagare, fyra män och en kvinna, men ingen av dessa erövrade någon medalj.

## Boxning
| Filipopalako Vaka     | Mellanvikt    | Kieran Joyce (IRL) L RSCO  | Gick inte vidare             | Gick inte vidare | Gick inte vidare | Gick inte vidare | Gick inte vidare | Gick inte vidare |
| Sione Vaveni Tailauli | Lätt tungvikt | Tommy Bauro (SOL) W KOH    | Joseph Akhasamba (KEN) L 0-5 | Gick inte vidare | Gick inte vidare | Gick inte vidare | Gick inte vidare |                  |
| Tualau Fale           | Tungvikt      | Harold Obunga (KEN) L RSCH | Gick inte vidare             | Gick inte vidare | Gick inte vidare | Gick inte vidare | Gick inte vidare | Gick inte vidare |

## Friidrott
Herrar
| Idrottare    | Gren                | Heat  | Heat      | Semifinal        | Semifinal        | Final            | Final            |
| Idrottare    | Gren                | Tid   | Placering | Tid              | Placering        | Tid              | Placering        |
| ------------ | ------------------- | ----- | --------- | ---------------- | ---------------- | ---------------- | ---------------- |
| Peauope Suli | Herrarnas 100 meter | 10,94 | 79        | Gick inte vidare | Gick inte vidare | Gick inte vidare | Gick inte vidare |
| Peauope Suli | Herrarnas 200 meter | 22,49 | 64        | Gick inte vidare | Gick inte vidare | Gick inte vidare | Gick inte vidare |

Damer
| Idrottare           | Gren                    | Kval   | Kval      | Final            | Final            |
| Idrottare           | Gren                    | Längd  | Placering | Längd            | Placering        |
| ------------------- | ----------------------- | ------ | --------- | ---------------- | ---------------- |
| Siulolo Vao Ikavuka | Damernas kulstötning    | 12,31m | 25        | Gick inte vidare | Gick inte vidare |
| Siulolo Vao Ikavuka | Damernas diskuskastning | 44,94m | 21        | Gick inte vidare | Gick inte vidare |